# دهستان اجارود شرقی
دهستان اجارود شرقی نام دهستانی در بخش موران شهرستان گرمی، استان اردبیل در ایران است. براساس سرشماری مرکز آمار ایران در سال ۱۳۸۵، جمعیت آن ۸۲۴۴ نفر (۱۶۴۴ خانوار) بوده‌است.